# Vlag van Chungcheongbuk-do

Vlag van Chungcheongbuk-do

De vlag van Chungcheongbuk-do is op 6 oktober 2023 vastgesteld als de provincievlag van de Zuid-Koreaanse provincie Chungcheongbuk-do. De vlag bestaat uit een witte achtergrond waarop het provincielogo is afgebeeld. Het logo bestaat uit twee gestileerde letters ㅊ (paars, boven) en ㅂ (lichtblauw, onder) in verticaal geplaatst, met een zwarte tekst '충청북도' daaronder geplaatst. De symmetrische vorm van het logo belichaamt het de toekomstvisie van Chungcheongbuk-do, waarbij elk veld dat deel uitmaakt van Chungcheongbuk-do zich op een evenwichtige manier naar het centrum uitbreidt en groeit. Onder de vormen symboliseert 'ㅊ' de bewoners die naar de hemel springen, en 'ㅂ' symboliseert het meer in de provincie Chungcheongbuk-do, symbool voor de bewoners die een gezond en gelukkig leven leiden in de natuurlijke omgeving van de provincie Chungcheongbuk-do.

## Vorige vlaggen

### Eerste vlag
De eerste vlag toont een gestileerde karakters 忠北 in geel, gecentreerd op een paarse achtergrond, en was voor het eerst officieel gehesen op 1 februari 1966.
Volgens Spectrum Vlaggenboek is de vlag met daaronder een witte tekst '충청북도' geplaatst.

#### Symboliek
- Goud staat voor vrede, voorspoed en geloof.[4]
- De paarse kleur staat voor het weer van Chungcheongbuk-do, een provincie met prachtige bergen en warme gastvrijheid.[4]
- De algemene vorm van het merk staat voor de geïndustrialiseerde provincie Chungbuk, gebaseerd op landbouw.[4]

### Tweede vlag
De tweede vlag bestaat uit een witte achtergrond waarop het provincielogo is afgebeeld. De vlag toont gestileerde voorstellingen van haar natuurlijke wonderen: in groen het Songnisan-, Woraksan- en Sobaeksan-gebergte en in blauw de Daecheongho- en Chungjuho-meren. Een zon schijnt over dit wonderland en daaronder een zwarte tekst '충청북도' geplaatst.

Eerste vlag (1966-1998)
Tweede vlag (1998-2023)